# Kiczki Drugie
Kiczki Drugie es un pueblo de Polonia, en Mazovia.  Se encuentra en el distrito (Gmina) de Cegłów, perteneciente al condado (Powiat) de Mińsk. Se encuentra aproximadamente  a 17 km al sureste de Mińsk Mazowiecki, y a 54 km  al este de Varsovia. 